# Rhinolophus macrotis
Rhinolophus macrotis (Blyth, 1844) è un pipistrello della famiglia dei Rinolofidi diffuso nell'Ecozona orientale.

## Descrizione

### Dimensioni
Pipistrello di piccole dimensioni, con la lunghezza della testa e del corpo tra 47 e 51 mm, la lunghezza dell'avambraccio tra 39 e 48 mm, la lunghezza della coda tra 12 e 32 mm, la lunghezza del piede tra 9 e 10 mm, la lunghezza delle orecchie tra 18 e 27 mm e un peso fino a 7 g.

### Aspetto
La pelliccia è corta. Le parti dorsali sono marroni chiare, mentre le parti ventrali sono giallo-brunastre. Le orecchie sono molto grandi, appuntite, con una concavità appena sotto la punta e con un antitrago ben sviluppato e arrotondato, separato dal bordo esterno da un profondo incavo. La foglia nasale presenta una lancetta triangolare e con la punta arrotondata, un processo connettivo elevato, con il profilo arrotondato e con una rientranza a contatto con la sella, una sella larga, con l'estremità arrotondata, i bordi quasi paralleli e ricoperta di peli. La porzione anteriore è grande, copre interamente il muso ed ha una seconda porzione sotto di essa. Il labbro inferiore ha tre solchi longitudinali. La coda è lunga ed inclusa completamente nell'ampio uropatagio. Il primo premolare superiore è situato lungo la linea alveolare. 

### Ecolocazione
Emette ultrasuoni ad alto ciclo di lavoro con impulsi a frequenza costante di 48 kHz nella Penisola malese e 51–52 kHz nel Laos.

## Biologia

### Comportamento
Si rifugia in piccoli gruppi all'interno di grotte, in Indocina nelle grotte calcaree, gallerie minerarie talvolta insieme ad altri pipistrelli come Hipposideros ater. Il volo è veloce ed effettuato ad alta quota. Entra in ibernazione nei periodi più freddi.

### Alimentazione
Si nutre di insetti, particolarmente coleotteri e ditteri.

## Distribuzione e habitat
Questa specie è diffusa nell'Asia meridionale e sud-orientale, dalla provincia pakistana del Punjab attraverso l'India settentrionale e la Cina centrale e meridionale fino all'Indocina, Sumatra e le Isole Filippine.
Vive nelle foreste umide tropicali primarie e secondarie tra 200 e 1.692 metri di altitudine.

## Tassonomia
Sono state riconosciute 6 sottospecie:
- R.m.macrotis: Nepal, stati indiani dell'Uttar Pradesh, West Bengal, Uttaranchal, Assam, Andhra Pradesh e Meghalaya, Myanmar settentrionale, Thailandia;
- R.m.caldwelli (G. M. Allen, 1923): province cinesi dello Zhejiang, Jiangxi, Guangdong, Guizhou, Guangdong, Fujian;
- R.m.dohrni (Andersen, 1907): Penisola malese, Tioman, Sumatra;
- R.m.episcopus (G. M. Allen, 1923): province cinesi del Sichuan, Shaanxi, Vietnam, Laos settentrionale;
- R.m.hirsutus (Andersen, 1905): isole filippine di Bohol, Guimaras, Luzon, Mindanao, Negros, Palawan;
- R.m.topali (Csorba & Bates, 1995): provincia pakistana del Punjab.

## Conservazione
La IUCN Red List, considerato il vasto areale e la popolazione presumibilmente numerosa, classifica R.macrotis come specie a rischio minimo (Least Concern)).